# Vanessa indica
Vanessa indica é uma borboleta encontrada nas regiões de maior altitude da Índia, principalmente no Himalaia e nas colinas de Nilgiri. Também é encontrado no Sri Lanka e Mianmar, China, Coreia, Rússia, Japão. É um parente próximo da Vanessa cardui.

## Subespécies
Subespécies:
- Vanessa indica indica (Herbst, 1794), nordeste da Índia, Mianmar
- Vanessa indica nubicola (Fruhstorfer, 1898),  Sri Lanka
- Vanessa indica pholoe (Fruhstorfer, 1912), sul da Índia

## Descrição

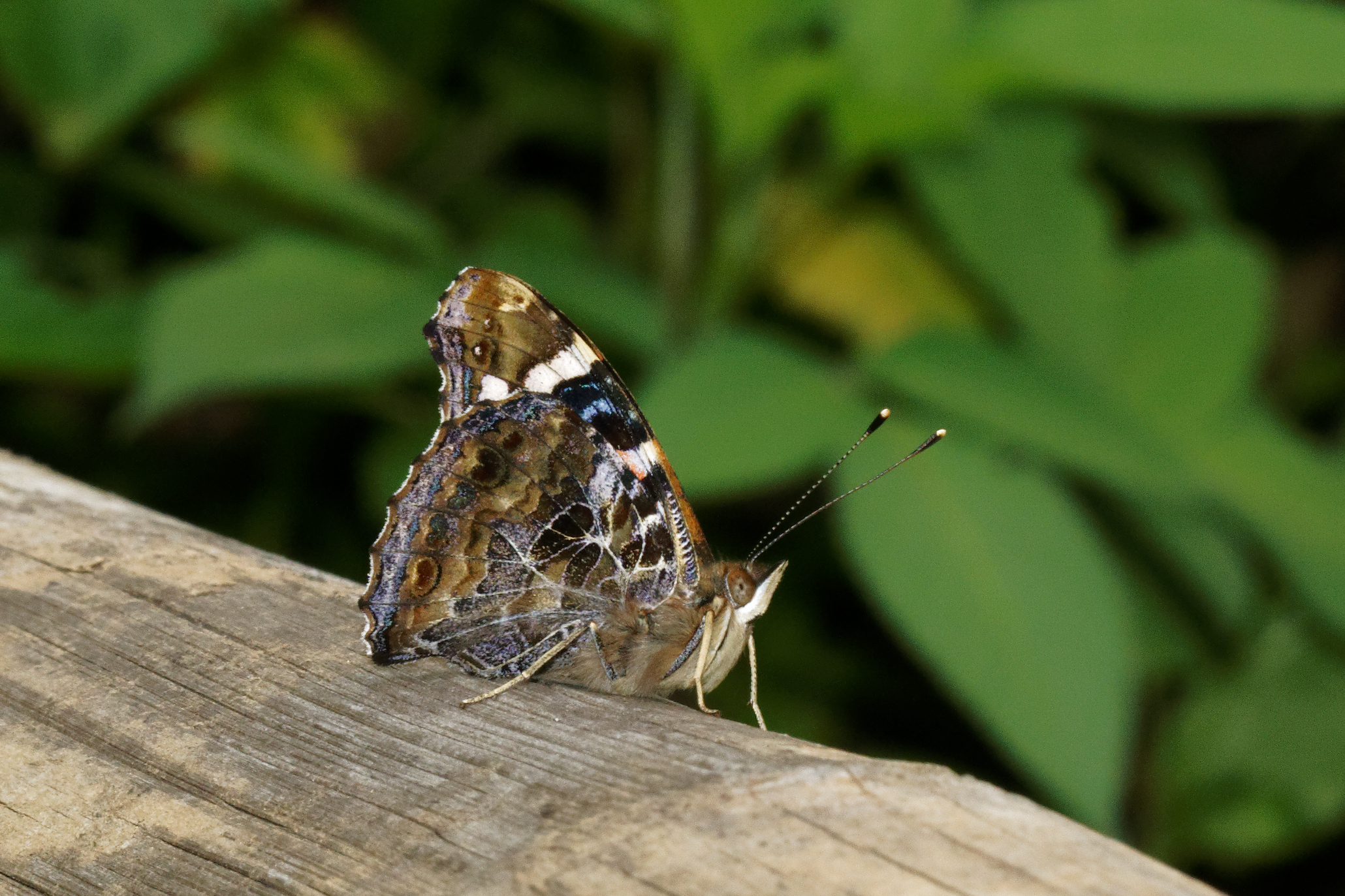
Vista lateral

Esta espécie se assemelha a Vanessa cardui, mas a cor de fundo é mais escura tanto na parte superior quanto na inferior, e as marcas laranja são mais profundas e mais ricas em tons. Diferencia-se também da seguinte forma: parte inferior da asa: o ocráceo vermelho-alaranjado no disco, e transversalmente na célula proporcionalmente de menor extensão, e uniforme, não ficando mais pálido em direção ao ápice da célula; os quatro pontos superiores da série transversa pré-apical na área apical preta minuto. É cerca de 5 polegadas (13 cm) de comprimento. Asa posterior: a banda transversal pós-discal muito mais estreita e mais curta, não se estendendo abaixo da veia 1, margeada internamente por uma série de largas marcas pretas subcrescentes; o ângulo tornal com uma pequena mancha de escamas violetas delimitadas internamente por uma curta linha transversal preta. Parte inferior muito mais escura do que em V. cardui, o vermelho alaranjado no disco e na célula na asa anterior restrito como na parte superior; três pequenos pontos azuis colocados transversalmente além da célula. Asa posterior: a lâmina mosqueada comparativamente muito escura, púrpura, com margens brancas delgadas, sombreadas no disco com rico marrom-oliva escuro; a série pós-discal de ocelos escuros e um tanto obscuros; uma série transversal subterminal interna de azul, e uma série transversal externa muito mais delgada de lúnulas pretas. Cílios das asas anteriores e posteriores brancos, alternados com castanhos. Antena preta, com pontas ocráceas pálidas; cabeça, tórax e abdome com pubescência marrom-oliva escura; abaixo, palpos, tórax e abdome castanho-claro ocráceos.
A Vanessa indica não é relatada como praga em nenhuma cultura, mas no rami causa danos consideráveis ao se alimentar de folhas jovens e tenras que afetam o crescimento da planta. As larvas deste inseto se alimentam de folhas jovens e tenras, como mostra a imagem. Os adultos põem os ovos em folhas tenras nas quais as larvas emergem e se alimentam de folhas tenras jovens preferencialmente na região do colo das folhas, devido a isso as folhas ficam penduradas e ficam secas. A lagarta se alimenta de folhas jovens e depois dobra as folhas de tal forma que ambas as margens são presas por uma teia sedosa e a pupação ocorre dentro da folha dobrada. Mais tarde, o adulto emerge como uma borboleta.

## Variações
V. indica é encontrado nas regiões de maior altitude (acima de 2,000 ft (610 m)) da Índia, incluindo as colinas Nilgiri no sul da Índia. Também ocorre em cadeias de colinas menores na Índia peninsular, como as Nandi Hills, perto de Bangalore.

## Comportamento
Estas são borboletas que voam rápido. Principalmente encontrados em áreas abertas perto do rio na selva montanhosa, eles também são frequentemente vistos na grama perto de estradas ou no solo ao redor das flores da planta chupando, mel, ou sentados no chão se aquecendo ao sol. Tanto o almirante vermelho indiano masculino quanto feminino podem ser vistos ao redor das espécies de plantas de urtiga. O almirante vermelho indiano masculino cerca a fêmea enquanto a fêmea dá a volta para botar ovos nas folhas que são adequadas. As borboletas machos são territoriais e escolhem os locais mais adequados para o acasalamento. Após a seleção, eles voam pelo local observando os movimentos da fêmea. Os machos são geralmente agressivos e muitas vezes vistos brigando com outros machos. Eles mostram técnicas acrobáticas para atrair a atenção da fêmea.
Às vezes, as borboletas adultas extraem alimentos de frutas maduras, sucos de uma variedade de flores e plantas fermentadas. Muito poucos são vistos sentados em excrementos de pássaros. Durante os verões e o tempo seco, os machos sentam-se no chão e bebem água.
Em altitudes mais elevadas devido aos ventos fortes as temperaturas matinais são baixas. Consequentemente, para ganhar a força necessária para realizar atividades de corpo e asas, eles precisam se aquecer no calor do sol.

## Larva
As larvas de V. indica são conhecidas de se alimentarem de:
- Urtica (uma urtiga)
  - Urtica thunbergiana
- Girardinia diversifolia (urtiga de Himalaia)
- Boehmeria densiflora
- Boehmeria nivea (rami)

## Galeria

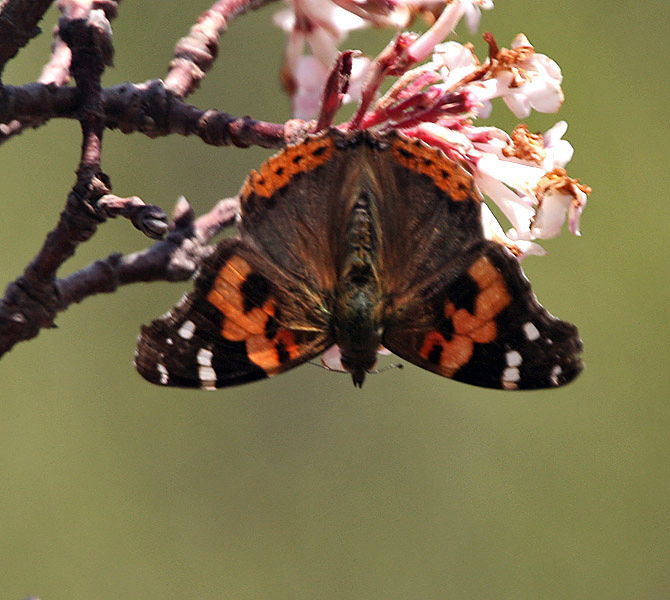
No distrito de Kullu, Himachal Pradesh, Índia (cerca de 11 500 pés (3 500 m) )
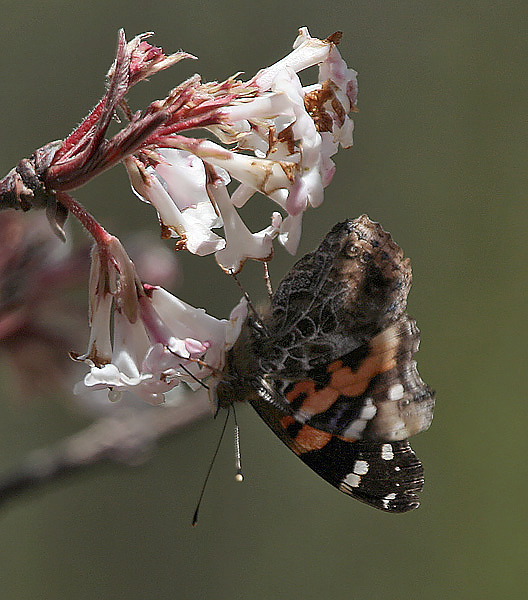
No distrito de Kullu (cerca de 11 500 pés (3 500 m) )
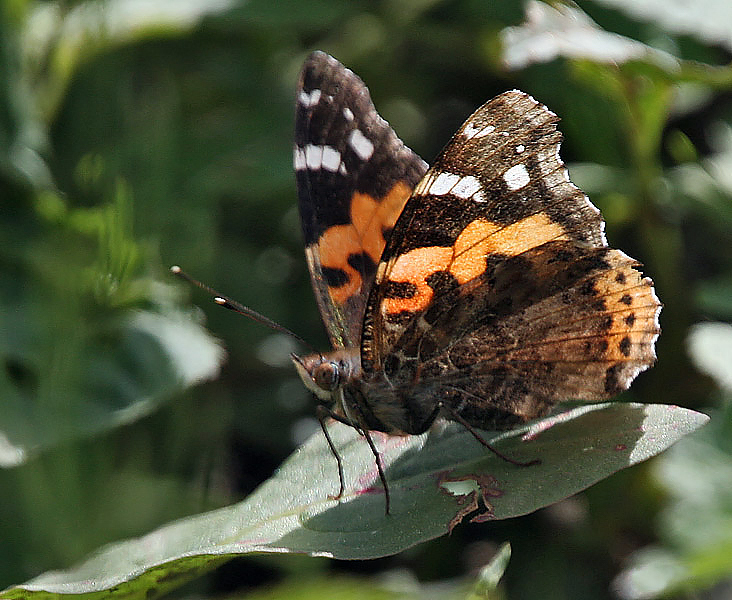
No distrito de Kullu (cerca de 7 500 pés (2 300 m) )
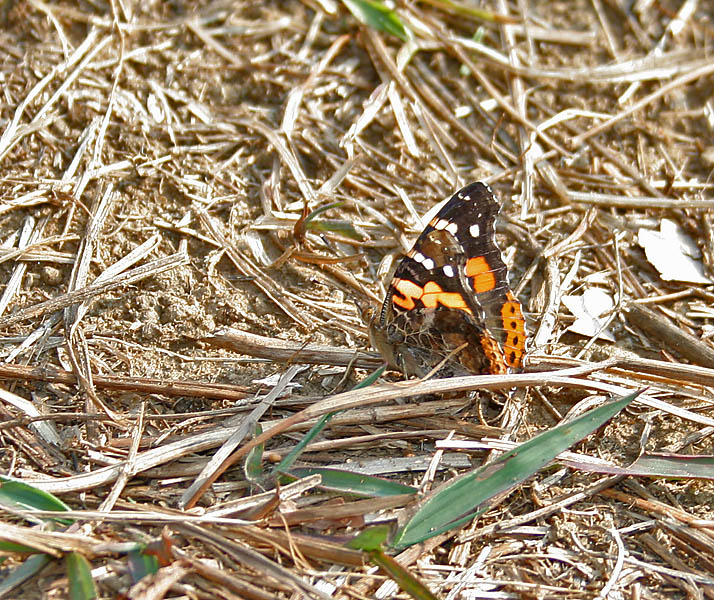
Em Samsing no distrito de Darjeeling de Bengala Ocidental, Índia